# Michael Göschelbauer
Michael Göschelbauer (* 10. Februar 1927 in Asperhofen, Niederösterreich; † 10. November 2000 ebenda) war ein österreichischer Politiker (ÖVP).

## Leben
Michael Göschelbauer entstammte einer Familie von Landwirten, so dass er nach dem Besuch der Volks- und Hauptschule auf dem Bauernhof seiner Eltern Arbeit fand. 1957 übernahm er diesen.
1955/56 war er Landesobmann der Landjugend Niederösterreich. 1960 begann Göschelbauer seine politische Karriere, als er für die ÖVP in den Gemeinderat von Asperhofen gewählt wurde. Innerhalb der ÖVP gehörte er traditionell dem Österreichischen Bauernbund an. Im November 1964 wurde er in Wien als Mitglied des Bundesrats vereidigt, welchem er 19 Jahre lang, bis Dezember 1983, angehören sollte. Viermal, 1970, 1974, 1979 und zuletzt 1983, übte Göschelbauer das Amt des Bundesratspräsidenten aus.
Auf kommunaler Ebene wurde Göschelbauer 1972 zum Bürgermeister seiner Heimatgemeinde Asperhofen gewählt. Er blieb es bis 1997. Auch wurde er zum ÖVP-Bezirksparteivorsitzenden des Bezirks Sankt Pölten-Land gewählt.

## Auszeichnungen
- Großes Silbernes Ehrenzeichen mit Stern des Ehrenzeichens für  Verdienste um die Republik Österreich
- Großes Verdienstkreuz mit Stern der Bundesrepublik Deutschland
- Silbernes Komturkreuz des Ehrenzeichens für Verdienste um das Bundesland Niederösterreich